# تد ویلیامز
 تد ویلیامز (انگلیسی: Ted Williams؛ زاده ۳۰ اوت ۱۹۱۸ درگذشته ۵ ژوئیهٔ ۲۰۰۲) یک فرد نظامی اهل ایالات متحده آمریکا بود.